# James Thompson (natation)
Pour les articles homonymes, voir James Thompson et Thompson.
James Thompson (né le 20 janvier 1906 à Dundee et mort le 26 janvier 1966) est un nageur canadien spécialiste des épreuves de nage libre.

## Palmarès

### Jeux olympiques
- Jeux olympiques de 1928 à Amsterdam (Pays-Bas) :
  -  Médaille de bronze du 4 × 200 m nage libre[1].